# Clytoctantes
Clytoctantes là một chi chim trong họ Thamnophilidae.